# Football Club Messina Peloro 2004-2005
Questa voce raccoglie le informazioni riguardanti il Football Club Messina Peloro nelle competizioni ufficiali della stagione 2004-2005.

## Stagione
Dopo aver conquistato la promozione nella massima serie, il Messina calcio si presenta all'inizio della stagione 2004-2005 nel nuovo Stadio, lo Stadio San Filippo che ha sostituito il Giovanni Celeste da oltre settant'anni lo "Stadio" peloritano, con una squadra composta da molti degli artefici della promozione, tra cui Alessandro Parisi, Arturo Di Napoli, Marco Storari e Salvatore Aronica. I nuovi acquisti sono Riccardo Zampagna, il giapponese Atsushi Yanagisawa, il brasiliano Rafael Pereira da Silva, Massimo Donati, in prestito dal Milan, Marco Zanchi in prestito dalla Juventus, Nicola Amoruso, il serbo Ivica Iliev e il greco Dimitrios Eleftheropoulos. Per quanto riguarda le cessioni registriamo i seguenti movimenti: il francese Landry Bonnefoi, e il paraguaiano, Tomás Andrés Gaetán Guzmán ritornano per fine prestito alla Juventus, il fiorentino Niccolò Guzzo torna per fine prestito al Como, Roberto Carlos Sosa torna per fine prestito all'Udinese, Nicola Princivalli viene riscattato dalla Triestina alle buste, Igor Zaniolo, prestito, e Manuel Coppola, comproprietà, vengono ceduti alla Salernitana, per Emilio Docente viene rinnovata la comproprietà con il Rimini, mentre con Sergio Campolo viene rescisso il contratto. I tifosi sottoscrivono oltre 25.000 abbonamenti. ll ritiro, che inizia il 21 luglio 2004 fino al 10 agosto 2004, si svolge a Roccaporena di Cascia (SI). A fine mercato il Messina acquista l'attaccante Nicola Amoruso svincolato, mentre cede con la formula del prestito l'attaccante Davide Arigò alla Juve Stabia, il difensore Jacopo Stazzi, in prestito, i centrocampisti Luigi Lavecchia, in prestito, e Andrea Gentile, in prestito all'Arezzo, i giovani Vasco Morelli, Raffaele Gambuzza e Daniele Ancione all'Igea Virtus, tutti con la formula del prestito.
Il Messina inizia il campionato in trasferta, con uno zero a zero, contro il Parma. La prima vittoria giunge alla seconda giornata, quando la squadra batte per 4-3 la Roma al San Filippo con gol di Alessandro Parisi, Salvatore Sullo, Domenico Giampà e Riccardo Zampagna, poi alla terza giornata il Milan campione d'Italia per 2-1 a San Siro, con gol iniziale di Giuseppe Pancaro, per i rossoneri e reti di Domenico Giampà e Riccardo Zampagna per i giallorossi siciliani. Alla fine della 5ª giornata il Messina è secondo, due punti dietro alla Juventus capolista. Il turno seguente vede di fronte proprio Juventus e Messina al Delle Alpi e si conclude con la vittoria dei bianconeri per 2-1. A fine del girone di andata il Messina staziona a metà classifica, rendendosi protagonista di altri risultati come la vittoria nel derby contro la Reggina (2-1) replicata al ritorno al Granillo per (2-0) con le reti dei due neoacquisti di gennaio: Filippo Cristante giunto dal Piacenza e Gaetano D'Agostino in prestito dalla Roma.
Nel girone di ritorno il Messina ha un andamento altalenante, positivo in casa e negativo in trasferta dove spreca buone occasioni,una su tutte il match dell'Olimpico contro la Roma di Francesco Totti e Antonio Cassano, dove il Messina in vantaggio per 2-0 alla fine del primo tempo si vede rimontare e superare dai capitolini per 3-2. Dopo la vittoria allo Stadio San Filippo in rimonta contro l'Inter per 2-1 con gol di Arturo Di Napoli e Rafael in pieno recupero, la squadra si trova settima e vicina al Palermo sesto in classifica. Per agganciare il sesto posto servirebbero due vittorie nelle ultime tre partite: il Messina perde nelle due trasferte contro Brescia e Atalanta per 2-1 e pareggia contro il Livorno per 1-1 al San Filippo. Giunta settima in classifica, guadagna l'accesso alla Coppa Intertoto, ma il club decide di rinunciarvi. In totale sono 48 i punti conquistati.

## Rosa
Rosa aggiornata al 12 febbraio 2012
| N. |                           | Ruolo | Calciatore         |
| -- | ------------------------- | ----- | ------------------ |
| 1  | Italia (bandiera)         | P     | Marco Storari      |
| 2  | Iran (bandiera)           | D     | Rahman Rezaei      |
| 3  | Italia (bandiera)         | D     | Salvatore Accursi  |
| 4  | Italia (bandiera)         | D     | Filippo Cristante  |
| 5  | Italia (bandiera)         | C     | Massimo Donati     |
| 6  | Italia (bandiera)         | D     | Salvatore Aronica  |
| 7  | Grecia (bandiera)         | C     | Panagiotis Gonias  |
| 7  | Italia (bandiera)         | C     | Gaetano D'Agostino |
| 8  | Costa d'Avorio (bandiera) | D     | Mark Zoro          |
| 9  | Italia (bandiera)         | A     | Riccardo Zampagna  |
| 10 | Serbia (bandiera)         | A     | Ivica Iliev        |
| 11 | Italia (bandiera)         | A     | Arturo Di Napoli   |
| 12 | Italia (bandiera)         | P     | Raffaele Sorriso   |
| 13 | Italia (bandiera)         | D     | Raffaele Ametrano  |
| 14 | Italia (bandiera)         | C     | Vasco Morelli      |
| 14 | Slovenia (bandiera)       | C     | Rok Straus         |
| 16 | Italia (bandiera)         | D     | Mirko Conte        |
| 17 | Italia (bandiera)         | C     | Domenico Giampà    |
| 18 | Italia (bandiera)         | C     | Davide Arigò       |
| 18 | Italia (bandiera)         | A     | Nicola Amoruso     |
| 19 | Italia (bandiera)         | D     | Alessandro Parisi  |

| N. |                       | Ruolo | Calciatore                 |
| -- | --------------------- | ----- | -------------------------- |
| 20 | Giappone (bandiera)   | A     | Atsushi Yanagisawa         |
| 21 | Grecia (bandiera)     | P     | Dimitrios Eleftheropoulos  |
| 23 | Portogallo (bandiera) | C     | José Mamede                |
| 24 | Italia (bandiera)     | C     | Carmine Coppola            |
| 25 | Italia (bandiera)     | D     | Luca Fusco                 |
| 27 | Italia (bandiera)     | D     | Marco Zanchi               |
| 30 | Italia (bandiera)     | C     | Alessandro Cucciari        |
| 32 | Brasile (bandiera)    | C     | Rafael Pereira da Silva    |
| 41 | Italia (bandiera)     | C     | Salvatore Sullo            |
| 50 | Italia (bandiera)     | A     | Vittorio Bernardo          |
| 51 | Italia (bandiera)     | C     | Pierpaolo Ruiz             |
| 52 | Italia (bandiera)     | D     | Michele Menicozzo          |
| 53 | Italia (bandiera)     | C     | Candeloro Roberto Assenzio |
| 54 | Italia (bandiera)     | D     | Simone Eramo               |
| 55 | Italia (bandiera)     | D     | Giuseppe Oliva             |
| 56 | Italia (bandiera)     | D     | Fabrizio Amendola          |
| 57 | Italia (bandiera)     | D     | Filippo Moia               |
| 58 | Italia (bandiera)     | D     | Salvatore D'Alterio        |
| 60 | Italia (bandiera)     | P     | Giuseppe Santoro           |
| 61 | Argentina (bandiera)  | D     | Francisco Confeggi         |
| 84 | Italia (bandiera)     | D     | Jacopo Stazzi              |

## Risultati

### Serie A

#### Girone di andata
| Parma 12 settembre 2004, ore 15.00 CEST 1ª Giornata | Parma             | 0 – 0 referto | Messina | Stadio Ennio Tardini (18.000 spett.)\| Arbitro: \| Rizzoli (Bologna) \| |
| Arbitro:                                            | Rizzoli (Bologna) |               |         |                                                                         |

| Arbitro: | Collina (Viareggio) |

|                                                     |           |                        |
| Parisi 21’ (rig.) Sullo 46’ Giampà 74’ Zampagna 78’ | Marcatori | 35’, 64’, 68’ Montella |

| Arbitro: | Rosetti (Torino) |

|             |           |                         |
| Pancaro 55’ | Marcatori | 56’ Giampà 59’ Zampagna |

| Messina 26 settembre 2004, ore 15.00 CEST 4ª giornata | Messina           | 0 – 0 referto | Chievo | Stadio San Filippo (28.000 spett.)\| Arbitro: \| Rizzoli (Bologna) \| |
| Arbitro:                                              | Rizzoli (Bologna) |               |        |                                                                       |

| Arbitro: | Dondarini (Finale Emilia) |

|                                                  |           |               |
| Parisi 33’ Di Napoli 35’, 54’ Amoruso 83’ (rig.) | Marcatori | 39’ Portanova |

| Arbitro: | Trefoloni (Siena) |

|                         |           |              |
| Zalayeta 26’ Nedvěd 54’ | Marcatori | 69’ Zampagna |

| Arbitro: | Dondarini (Finale Emilia) |

|               |           |                                               |
| Di Napoli 43’ | Marcatori | 5’ Vučinić 38’, 44’ Bjelanovic 89’ Dalla Bona |

| Arbitro: | Cassarà (Palermo) |

|                             |           |  |
| Manfredini 36’ De Sousa 65’ | Marcatori |  |

| Arbitro: | Racalbuto (Gallarate) |

|                            |           |               |
| Zampagna 65’ Di Napoli 69’ | Marcatori | 32’ Bonazzoli |

| Arbitro: | Preschern (Mestre) |

|                         |           |                          |
| Loviso 31’ Cipriani 54’ | Marcatori | 4’ Di Napoli 33’ Amoruso |

| Messina 11 novembre 2004, ore 20.30 CEST 11ª Giornata | Messina                   | 0 – 0 referto | Palermo | Stadio San Filippo (32.000 spett.)\| Arbitro: \| Dondarini (Finale Emilia) \| |
| Arbitro:                                              | Dondarini (Finale Emilia) |               |         |                                                                               |

| Arbitro: | Rodomonti (Roma) |

|                |           |             |
| Di Michele 53’ | Marcatori | 12’ Amoruso |

| Arbitro: | Paparesta (Bari) |

|                   |           |             |
| Parisi 68’ (rig.) | Marcatori | 54’ Ariatti |

| Arbitro: | Collina (Viareggio) |

|                                                              |           |  |
| Adriano 3’, 14’, 36’ Eleftheropoulos 55’ (aut.) C. Vieri 84’ | Marcatori |  |

| Arbitro: | Morganti (Ascoli Piceno) |

|            |           |  |
| Flachi 16’ | Marcatori |  |

| Arbitro: | Trefoloni (Siena) |

|           |           |  |
| Sullo 18’ | Marcatori |  |

| Arbitro: | Rocchi (Firenze) |

|                             |           |              |
| Mau. Esposito 48’ Gobbi 56’ | Marcatori | 21’ Zampagna |

| Arbitro: | Tagliavento (Terni) |

|                             |           |  |
| Donati 6’ Parisi 70’ (rig.) | Marcatori |  |

| Arbitro: | Paparesta (Bari) |

|                                       |           |            |
| Vigiani 54’ C. Colombo 58’ Protti 75’ | Marcatori | 78’ Giampà |

#### Girone di ritorno
| Arbitro: | Bertini (Arezzo) |

|               |           |  |
| Di Napoli 78’ | Marcatori |  |

| Arbitro: | Pieri (Lucca) |

|                                   |           |                         |
| Totti 56’ Cassano 60’ Mancini 82’ | Marcatori | 12’ Zampagna 32’ Parisi |

| Arbitro: | Bertini (Arezzo) |

|              |           |                                  |
| Zampagna 30’ | Marcatori | 9’, 64’ Crespo 18’, 91’ Tomasson |

| Arbitro: | Cassarà (Palermo) |

|                |           |  |
| Tiribocchi 15’ | Marcatori |  |

| Arbitro: | Bertini (Arezzo) |

|                           |           |                                |
| Chiesa 47’ Chiumiento 82’ | Marcatori | 4’ Di Napoli 67’ (rig.) Parisi |

| Messina 19 febbraio 2005, ore 18.00 CEST 25ª Giornata | Messina              | 0 – 0 referto | Juventus | Stadio San Filippo (40.000 spett.)\| Arbitro: \| Farina (Novi Ligure) \| |
| Arbitro:                                              | Farina (Novi Ligure) |               |          |                                                                          |

| Arbitro: | Rizzoli (Bologna) |

|                |           |  |
| Bjelanovic 86’ | Marcatori |  |

| Arbitro: | Paparesta (Bari) |

|                |           |  |
| C. Coppola 44’ | Marcatori |  |

| Arbitro: | De Santis (Roma) |

|  |           |                              |
|  | Marcatori | 13’ Cristante 40’ D'Agostino |

| Messina 20 marzo 2005, ore 15.00 CEST 29ª Giornata | Messina           | 0 – 0 referto | Bologna | Stadio San Filippo (38.000 spett.)\| Arbitro: \| Trefoloni (Siena) \| |
| Arbitro:                                           | Trefoloni (Siena) |               |         |                                                                       |

| Arbitro: | Pieri (Lucca) |

|                       |           |              |
| Zaccardo 52’ Toni 76’ | Marcatori | 68’ Zampagna |

| Arbitro: | M. Mazzoleni (Bergamo) |

|           |           |  |
| Iliev 60’ | Marcatori |  |

| Arbitro: | Nucini (Bergamo) |

|              |           |               |
| Dainelli 61’ | Marcatori | 90’ Di Napoli |

| Arbitro: | Farina (Novi Ligure) |

|                          |           |          |
| Di Napoli 60’ Rafael 90’ | Marcatori | 46’ Cruz |

| Arbitro: | Rosetti (Torino) |

|                   |           |                      |
| Zampagna 31’, 60’ | Marcatori | 27’ Flachi 75’ Volpi |

| Arbitro: | Racalbuto (Gallarate) |

|                            |           |              |
| Adriano 49’ Bernardini 53’ | Marcatori | 27’ Zampagna |

| Arbitro: | Messina (Bergamo) |

|                            |           |             |
| D'Agostino 45’ Amoruso 87’ | Marcatori | 52’ Álvarez |

| Arbitro: | De Santis (Roma) |

|                             |           |             |
| Di Biagio 62’ Milanetto 72’ | Marcatori | 90’ Amoruso |

| Arbitro: | Romeo (Verona) |

|              |           |                  |
| Zampagna 71’ | Marcatori | 83’ C. Lucarelli |

### Coppa Italia

#### Girone 8
| Arbitro: | Bergonzi (Genova) |

|              |           |                                  |
| Sibilano 83’ | Marcatori | 50’ (aut.) Sibilano 76’ Zampagna |

| Arbitro: | Dattilo (Locri) |

|                                                           |           |  |
| Zampagna 7’ Parisi 24’ (rig.) Yanagisawa 45+2’ Rafael 79’ | Marcatori |  |

| Arbitro: | Giannoccaro (Lecce) |

|  |           |            |
|  | Marcatori | 75’ Rafael |

#### Primo turno
| Arbitro: | Nucini (Bergamo) |

|  |           |               |
|  | Marcatori | 22’ Menegazzo |

| Arbitro: | Rocchi (Firenze) |

|             |           |             |
| Cirillo 69’ | Marcatori | 80’ Amoruso |

## Statistiche
Statistiche aggiornate al 18 aprile 2015

### Statistiche di squadra
| Competizione | Punti | In casa | In casa | In casa | In casa | In casa | In casa | In trasferta | In trasferta | In trasferta | In trasferta | In trasferta | In trasferta | Totale | Totale | Totale | Totale | Totale | Totale | D.R |
| Competizione | Punti | G       | V       | N       | P       | Gf      | Gs      | G            | V            | N            | P            | Gf           | Gs           | G      | V      | N      | P      | Gf     | Gs     | D.R |
| ------------ | ----- | ------- | ------- | ------- | ------- | ------- | ------- | ------------ | ------------ | ------------ | ------------ | ------------ | ------------ | ------ | ------ | ------ | ------ | ------ | ------ | --- |
| Serie A      | 48    | 20      | 10      | 8       | 2       | 26      | 19      | 18           | 2            | 4            | 12           | 18           | 33           | 38     | 12     | 12     | 14     | 44     | 52     | -8  |
| Coppa Italia | -     | 2       | 1       | 0       | 1       | 4       | 1       | 3            | 2            | 1            | 0            | 4            | 2            | 5      | 3      | 1      | 1      | 8      | 3      | +5  |
| Totale       | 48    | 22      | 11      | 8       | 3       | 30      | 20      | 21           | 4            | 5            | 12           | 22           | 35           | 43     | 15     | 13     | 15     | 52     | 55     | -3  |

### Andamento in campionato
| Giornata  | 1  | 2 | 3 | 4 | 5 | 6 | 7 | 8 | 9 | 10 | 11 | 12 | 13 | 14 | 15 | 16 | 17 | 18 | 19 | 20 | 21 | 22 | 23 | 24 | 25 | 26 | 27 | 28 | 29 | 30 | 31 | 32 | 33 | 34 | 35 | 36 | 37 | 38 |
| --------- | -- | - | - | - | - | - | - | - | - | -- | -- | -- | -- | -- | -- | -- | -- | -- | -- | -- | -- | -- | -- | -- | -- | -- | -- | -- | -- | -- | -- | -- | -- | -- | -- | -- | -- | -- |
| Luogo     | T  | C | T | C | C | T | C | T | C | T  | C  | T  | C  | T  | T  | C  | T  | C  | T  | C  | T  | C  | T  | T  | C  | T  | C  | T  | C  | T  | C  | T  | C  | C  | T  | C  | T  | C  |
| Risultato | N  | V | V | N | V | P | P | P | V | N  | N  | N  | N  | P  | P  | V  | P  | V  | P  | V  | P  | P  | P  | N  | N  | P  | V  | V  | N  | P  | V  | N  | V  | N  | P  | V  | P  | N  |
| Posizione | 12 | 6 | 3 | 3 | 2 | 5 | 6 | 9 | 4 | 5  | 5  | 4  | 6  | 10 | 14 | 11 | 12 | 9  | 10 | 9  | 12 | 13 | 14 | 13 | 14 | 14 | 14 | 13 | 12 | 13 | 11 | 10 | 8  | 7  | 7  | 7  | 7  | 7  |

Legenda:

Luogo: C = Casa; T = Trasferta. Risultato: V = Vittoria; N = Pareggio; P = Sconfitta.